# Frode Nilsen
Frode Elmar Thore Nilsen (* 12. Dezember 1923 in Arendal; † 29. Juni 2016 in Oslo) war ein norwegischer Diplomat. Während seiner Zeit als Botschafter in Chile zeichnete er sich durch seinen Einsatz für die Menschenrechte und den Beistand für politisch Verfolgte aus.

## Leben
Nilsen wurde als Sohn des Kapitäns Thor Marinius Nilsen und dessen Frau Elma Maria Pedersen am 12. Dezember 1923 in Arendal geboren. Die Familie zog im Jahr 1928 in den Ort Tinn in der Provinz Telemark um. Er schloss sich im Jahr 1943 der Widerstandsbewegung Milorg im Ort Rjukan an. Nach dem Zweiten Weltkrieg studierte er an der University of Kansas. Als Master of Arts in Staatswissenschaft kehrte er 1950 nach Norwegen zurück und wurde in Oslo zum Anwärterkurs des Außenministeriums zugelassen.
Er war zunächst (bis 1964) mit Randi Bjørg Nilssen verheiratet. Im Jahr 1966 wurde in zweiter Ehe Kirsti Horve, Tochter von Vizeadmiral Thore Horve, seine Frau.

## Laufbahn als Diplomat
Die erste Auslandsverwendung führte Nilsen von 1952 bis 1954 an die Botschaft Norwegens in Kairo, Ägypten. Von 1957 bis 1959 war er als Legationssekretär in der damaligen Bundeshauptstadt Bonn eingesetzt. Von dort aus wurde er von 1959 bis 1962 an die norwegische Botschaft in Madrid, Spanien, versetzt. In den Jahren 1965 bis 1972 war Nilsen als Schifffahrtsrat an der Botschaft seines Landes in Washington D.C., Vereinigte Staaten tätig. Es schloss sich für ihn bis 1973 die Leitung des Referats für Schifffahrt und Handelspolitik im Außenministerium in Oslo an.
Im Jahr 1973 erfolgte sein erster Einsatz an der norwegischen Botschaft in Santiago, Chile, wo er als Botschaftsrat für Fragen der nach dem Militärputsch vom 11. September 1973 Verfolgten zuständig wurde. Außenminister Knut Frydenlund stattete ihn für diese Aufgabe mit der Vollmacht aus, letztverantwortlich über die Aufnahme politischer Flüchtlinge zu entscheiden. Von 1975 bis 1982 vertrat er sein Land als Botschafter in Chile.
Zurück im Außenministerium in Oslo diente er von 1982 bis 1987 als nicht-residenter Botschafter in den karibischen Staaten und Berater für Fragen Lateinamerikas.
Nilsen wurde im Jahr 1987 zum Botschafter Norwegens in Caracas, Venezuela, ernannt. Von dort aus folgte eine zweite Amtszeit als Botschafter in Chile von 1988 bis 1992.

## Ehrungen
- 1960: Bundesverdienstkreuz 1. Klasse
- Orden Bernardo O’Higgins (Chile)[3]
- 1988: Sankt-Olav-Orden (Komtur)[3]
- Deltagermedaljen (norwegische Kriegsauszeichnung)[3]
- Jahrespreis 1994 der Lateinamerikanischen Menschenrechtsorganisation[3]

## Veröffentlichungen
- Frode Nilsen: På post i Latin-Amerika. Gyldendal, 1993, ISBN 978-82-05-21926-7.